# バヤーン級装甲巡洋艦
| バヤーン級装甲巡洋艦                 | バヤーン級装甲巡洋艦 |
| ------------------------------------ | --- |
| 写真はトゥーロンで撮影されたバヤーン | |
| 艦級概観                             | |
| 艦種                                 | 装甲巡洋艦 |
| 艦名                                 | |
| 前級                                 | グロムボイ |
| 次級                                 | リューリク(2代目) |
| 性能諸元                             | |
| 排水量                               | 常備：7,835トン |
| 全長                                 | 137.0m -m(水線長) |
| 全幅                                 | 17.5m |
| 吃水                                 | 6.7m |
| 機関                                 | ベルヴィール式石炭専焼水管缶26基＋直立型三段膨張式レシプロ機関2基2軸 |
| 最大出力                             | 16,500hp |
| 最大速力                             | 21.0ノット |
| 航続距離                             | 10ノット/3,900海里 |
| 乗員                                 | 573名 |
| 兵装                                 | Pattern 1892 20.3cm（45口径）単装速射砲2基 Pattern 1892 15.2ｃｍ（45口径）単装速射砲8基 7.5cm（50口径）単装速射砲20基 オチキス 4.7cm（43口径）単装機砲8基 オチキス 3.7ｃm機砲4基 バラノフスキ 6.35cm（19口径）野砲2基 45.7cm水中魚雷発射管単装2基                                                                  |
| 装甲                                 | バヤーン ハーヴェイ鋼：舷側：75～200mm（水線面主装甲） 甲板：30mm（主甲板） 主砲塔：150mm 主砲バーベット部：170mm 副砲ケースメイト：60mm 司令塔：-mm パルラーダ、バヤーン クルップ鋼 舷側：75～175mm（水線面主装甲） 甲板：30mm（主甲板） 主砲塔：132mm 主砲バーベット部：170mm 副砲ケースメイト：60mm 司令塔：-mm |

バヤーン級装甲巡洋艦 (Armored Croiseur class Bayan) は、ロシア帝国海軍の装甲巡洋艦の艦級。単艦での通商破壊戦から艦隊直営艦までの汎用装甲巡洋艦としてフランスに設計依頼して建造された。このため、1番艦のバヤーンのみフランスのフォルジ・エ・シャンティエ・ドゥラ・メディテラネ社ラ・セーヌ造船所製で残り3隻はロシア製である。

## 艦形

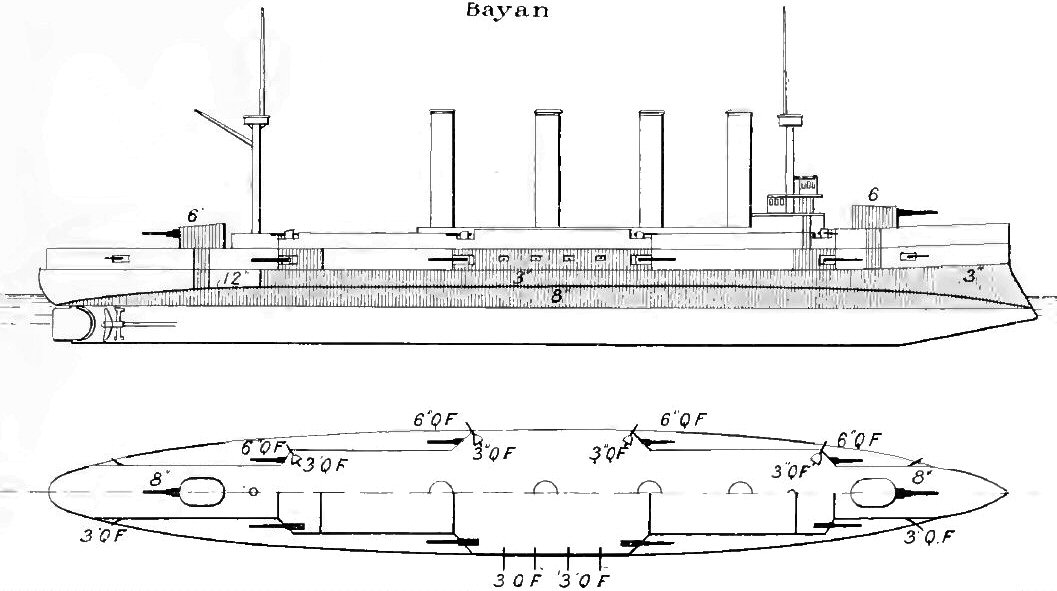
本級の武装・装甲配置を示した図。

船体形状は外洋での航海性能を良くするため高い乾舷を持つ長船首楼型船体で外洋での凌波性は良好であった。艦首から前向きに20.3ｃｍ速射砲を収めた単装主砲塔1基を配置、司令塔を下部に組み込んだ艦橋構造は箱型とし、司令塔と艦橋の周りに上下二段の船橋を持っていた。その背後に一段の見張り所を持つ単脚式の前部マストが立つ。艦橋の背後に等間隔に並ぶ4本煙突が立っている。煙突の周囲は艦載艇置き場となっており、舷側に2本1組のボート・ダビッドが片舷2組ずつ計4組で運用された。4番煙突から後ろは簡素な単脚式の後部マスト、後ろ向きに主砲塔1基が載る。艦尾水面下に一枚舵を挟むように片舷1軸ずつのシャフトに4枚羽のスクリューが付いた。副砲は舷側に等間隔に配置された張り出し部から15.2cm単装速射砲がケースメイト配置で片舷4基計8基を持つ。

### 主砲
本級の主砲は「Pattern 1892 20.3cm（45口径）速射砲」を採用した。その性能は87.8kgの砲弾を、最大仰角18度で16,100mまで届かせられた。この砲を新設計の単装式の砲塔に収めた。砲塔の俯仰能力は仰角18度・俯角5度である。旋回角度は単体首尾線方向を0度として左右135度の旋回角度を持つ、主砲身の俯仰・砲塔の旋回・砲弾の揚弾・装填は主に電動で行われ、補助に人力を必要とした。発射速度は1分間に1発であった。

### その他の備砲・水雷兵装
副砲は当時のロシア帝国はフランス企業に依存していたためカネー社の製品を購入した「Pattern 1892 15.2cm（45口径）速射砲」を採用した。その性能は41.4kgの砲弾を、最大仰角20度で11,520mまで届かせられた。この砲を単装砲架で舷側ケースメイト（砲郭）配置で片舷4基ずつ計8基を配置した。俯仰能力は仰角20度・俯角5度である。旋回角度は100度の旋回角度を持つ、砲身の俯仰・砲塔の旋回・砲弾の揚弾・装填は主に人力を必要とした。発射速度は1分間に7発と速かったであった。他に対水雷艇迎撃用に「Pattern 1892 7.5cm（50口径）速射砲」を単装砲架で20基、近接戦闘用としてこの時代の軍艦に広く採用されたフランスのオチキス社の「オチキス 4.7cm（40口径）機砲」を単装砲架で8基装備した。対艦攻撃用に45.7cm魚雷発射管を舷側部に単装発射管を2基配置していた。

## 同型艦
1番艦が日本に鹵獲された後に3番艦が起工したため、3番艦は1番艦の名を継承して同名のバヤーンとなった。
- バヤーン（Bayan / Баян）
  - ラ・セーヌ造船所にて進水、1902年12月中に就役。1905年1月1日、旅順にて日本軍が捕獲、「阿蘇」と改名し敷設艦として1931年4月1日まで在籍。1932年標的として処分。
- アドミラル・マカロフ（Admiral Makarov / Адмирал Макаров）
  - ラ・セーヌ造船所にて進水、1908年4月中に就役。1918年中に戦線離脱、1922年解体。
- バヤーン（英語版）（Bayan / Баян）
  - アドミラルティ造船所にて進水、1911年12月13日就役。1918年中に戦線離脱、1922年解体。
- パルラーダ（Pallada / Паллада）
  - アドミラルティ造船所にて進水、1911年2月21日就役。1914年10月11日ドイツ潜水艦U-26の雷撃により戦没。

## 参考図書
- 「世界の艦船増刊第50集　フランス巡洋艦史」（海人社）
- 「Conway All The World's Fightingships 1860-1905」（Conway）